# 總樓面面積
總樓面面積（英語：Total Gross Floor Area）一般指建築物外牆包圍的樓層（floor）面積，但不同國家有不同的定義。例如香港豁免機房、水箱等非人類活動的地方，及一系列設施如會所及「環保」設施於總樓面面積之內。

## 香港
根據《香港法例》第123F章《建築物（規劃）規例》第23(3)(a)條：
建築物的總樓面面積為在每層樓面水平（包括地面水平以下的任何樓面）量度所得的建築物外牆以內面積，連同建築物內每個露台的面積（以露台整體尺寸計算，包括其圍邊的厚度），以及建築物外牆的厚度。
在每層樓面水平（包括地面水平以下的任何樓面）量度所得的建築物外牆以內面積。 但香港可發展總樓面面積中, 純粹為下述用途而建或擬純粹用於下述用途的，即停泊汽車、汽車上落客貨、或垃圾房、垃圾及物料回收房、物料回收房、垃圾及物料回收室、垃圾槽、垃圾漏斗室以及為方便分隔垃圾而提供並令建築事務監督滿意的其他類型的設施、或為電訊及廣播服務而設的接達設施；或該樓面空間是純粹由任何升降機、空調或暖氣系統或任何相類設施的機械或設備所佔用的面積，是不計算進地契中可發展的最高總樓面面積中。而自千禧年左右，為推廣環保設施，這些「環保」設施如「環保」露台、郵件派遞室等均可申請豁免計算進可發展的最高總樓面面積，最多為可發展的最高總樓面面積的8%。
香港所有土地均有一個總樓面面積的上限，規管了發展的規模，但發展商仍可用種種方法改變最終建築面積的大小以至體積(改變樓宇樓底高度，改變基座以令樓字更高景觀更好。

### 與實用面積的關係
而發展商的實用面積往往大於政府核准的總樓面面積，因「環保」露台、分體冷氣主機的機房往往計算在實用面積之內。發展商的理由為這些設施均需要建築費，但往往沒有分列出來。

### 與建築面積的關係
售樓中的建築面積一般是實用面積加上公共設施的面積。但會所、垃圾槽、停車場、電錶房、水箱等一般已不計算在政府核准的總樓面面積，即沒有地價。發展商可因為想用盡豁免（以增大建築面積售出）而不必要地增大會所面積，使買家強行購入不必要的巨型會所及增加日後管理費。
例如維景灣畔有10個泳池、映灣園有會所設施丟空或沒人用。